# Rhadinaea montana
Rhadinaea montana este o specie de șerpi din genul Rhadinaea, familia Colubridae, descrisă de Smith 1944. A fost clasificată de IUCN ca specie în pericol. Conform Catalogue of Life specia Rhadinaea montana nu are subspecii cunoscute.